# Odibo

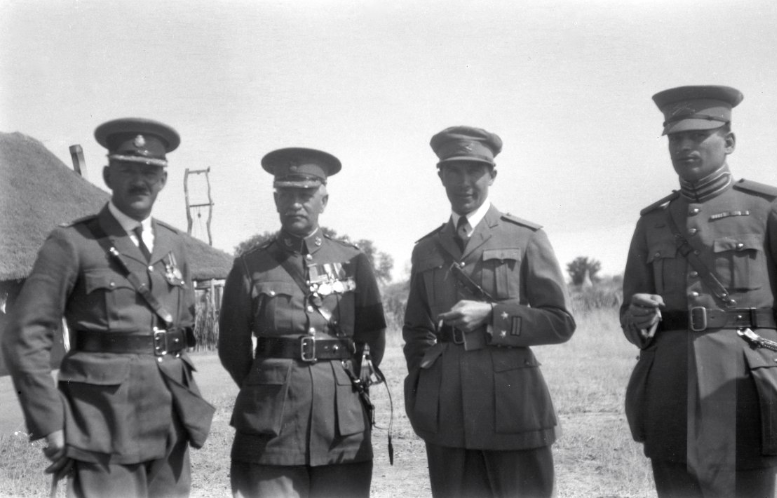
Portugiesische und südafrikanische Soldaten in Odibo (1929)

Odibo ist eine Ansiedlung in der Region Ohangwena im äußersten Norden Namibias, unweit der Grenze zu Angola. Odibo liegt im Wahlkreis Oshikango. 
Odibo ist ein historisch wichtiger Standort der Diözese Namibia. 1924 errichtete hier die Anglican Church of Southern Africa die Missionsstation St. Mary.  Während die Mission schlussendlich schloss, blieben die Kirche, die Schule (zunächst 1979 geschlossen) und ein Krankenhaus weiterhin in Betrieb.
Bekannte Schüler der Missionsschule waren:
- Dimo Hamaambo (1932–2002), namibischer Freiheitskämpfer und hochrangiger Militär
- James Kauluma (1933–2007), namibischer Menschenrechtsaktivist und Bischof der Diözese Namibia
- Peter Mweshihange (1930–1998), namibischer Freiheitskämpfer und Minister
- Penehupifo Pohamba (* 1948), ehemalige First Lady Namibias
- Andimba Toivo ya Toivo (1924–2017), namibischer Menschenrechtler und Apartheidsgegner

## Söhne und Töchter der Ansiedlung
- Hidipo Hamutenya (1939–2016), namibischer Politiker
- Hadino Hishongwa (1943–2023), namibischer Politiker
- Charles Namoloh (* 1950), namibischer Politiker und Minister